# Еколошко истраживачки центар Језеро Гружа
Еколошко истраживачки центар Језеро Гружа је научна установа коју је 2022. године основало Удружење Екомар. Идеја оснивача је да се на једном месту прикажу водени и копнени екосистеми и живи свет у њима, као и да се укаже на значај њиховог очувања. Представља место за окупљање, информисање и едукацију свима који су заинтересовани за природу, очување вода и живог света.

## Локација
Еколошко истраживачки центар Језеро Гружа налази се у општини Кнић, у релативној близини језера Гружа.

## Активности
Центар је отворен у у оквиру пројекта Одговор локалних заједница на креирање планских документа од значаја за очување акумулације Гружа Удружења Екомар. У центру је отворена изложба Живот у води.